# Bertha Thalheimer
Pour les articles homonymes, voir Thalheimer.
Bertha Thalheimer, née le 17 mars 1883 et morte le 23 avril 1959, est une militante pacifiste allemande de gauche devenue femme politique (KPD),,.

## Vie

### Provenance et premières années
Bertha Thalheimer est née à Affaltrach dans le royaume de Wurtemberg, à une courte distance à l'est de Heilbronn. Son père, Moritz Thalheimer, était un homme d'affaires et agent immobilier s'intéressant activement à la politique. Il était proche de certaines personnalités essentiellement de gauche issues du Parti social-démocrate de sa génération, comme Clara Zetkin et Franz Mehring. Grâce aux relations politiques de son père, elle a également rencontré assez tôt la penseuse pionnière Rosa Luxemburg.
Bertha avait presque exactement un an de plus que son frère August qui, de son côté, est devenu philosophe de la pensée marxiste et, comme elle, militant politique,. Tant qu'ils vivraient tous les deux, Bertha et son frère seraient étroitement alignés politiquement.
La famille a ensuite déménagé à Winnenden en 1892 puis à Cannstatt en 1899 où elle terminera ses études dans une école secondaire pour garçons après avoir obtenu une autorisation spéciale, probablement parce qu'il n'y avait pas de place disponible dans une école pour filles. Son frère, quant à lui, a terminé ses études dans une école jésuite d'élite, bien que les Thalheimers soient une famille juive. À la sortie de l'école, elle s'installe à Berlin pour étudier l'économie appliquée.

### Politique
En 1910, la fratrie Thalheimer rejoint le Parti social-démocrate. Ils gravitent facilement vers la gauche du parti travaillant sur des questions politiques avec des amis tels que Rosa Luxemburg, Clara Zetkin, Friedrich Westmeyer (de) et Frantz Mehring. Bertha considérait sa tâche comme la plus importante, il s'agissait de l'éducation politique des jeunes. August et Bertha ont toutes deux écrit pour le magazine féministe Die Gleichheit, édité par Clara Zetkin, et pour le journal socialiste régional Göppinger Freie Volkszeitung dont August Thalheimer est devenu le rédacteur en chef. En 1914, Bertha Thalheimer était devenue membre de l'exécutif régional du SPD.

### Guerre: activisme pour la paix
La Première Guerre mondiale éclate en juillet 1914. La décision de la direction du parti, est d'invoquer « La défense de la patrie » et de mettre en œuvre ce qui équivalait à une trêve parlementaire (Burgfrieden) sur les votes impliquant le financement de la guerre qui fut dès le départ litigieuse au sein du parti. Un groupe anti-guerre a rapidement émergé dans le SPD de Wurtemberg avec Clara Zetkin, Fritz Westmeyer et les Thalheimer. Ils se sont rapidement liés au groupe pacifiste du parti au niveau national, connu sous le nom de Groupe international et dirigé par Karl Liebknecht et leur amie Rosa Luxemburg. En 1915, Bertha Thalheimer était cofondatrice de la Ligue Spartacus et l'un des organisateurs de la conférence de lancement tenue à Berlin en janvier 1916. En septembre 1915, avec Ernst Meyer, elle représenta la ligue à la Conférence de Zimmerwald, une conférence internationale de pacifistes socialistes qui s'est tenue près de Berne en Suisse. Elle a également représenté la Ligue Spartacus six mois plus tard lors de la conférence de Kienthal. Les conférences réclamaient une paix immédiate  sans annexions territoriales. Ils ont appelé le SPD à rejeter tout nouveau financement de guerre. Au cours de ces années, Bertha Thalheimer et sa belle-sœur Cläre Thalheimer ont également travaillé en étroite collaboration avec Leo Jogiches. Bien que le message anti-guerre ait gagné en popularité, les autorités politiques des principales puissances belligérantes - à l'exception de l'empire russe - n'en ont pas été touchées : en mars 1917, Bertha Thalheimer, qui avait participé à des manifestations contre la guerre au mépris des décisions de justice, a été arrêtée pour « activités anti-militaires » (wegen antimilitaristischer Tätigkeit") : en octobre 1917, elle a été reconnue coupable de haute trahison par un tribunal de Stuttgart, qui l'a condamnée à deux ans de prison,. Sa co-accusée, Cläre Thalheimer, a été acquittée. Bertha a purgé plus d'un an de sa peine au château de Delitsch (de) près de Halle-sur-Saale, qui avait été réaménagé pour être utilisé comme prison.

### Parti communiste
La guerre se termina par une défaite militaire pour l'Allemagne en novembre 1918. Une vague de révolutions a éclaté à travers le pays. Les révolutionnaires ont fait irruption dans les prisons, libérant les détenus. Ailleurs, les autorités paniquées ont libéré des prisonniers afin d'éviter de telles attaques. Bertha Thalheimer faisait partie des milliers de prisonniers qui se sont retrouvés brusquement libérés. À la fin de l'année 1918, elle participait à ce qui devint la conférence fondatrice du Parti communiste qui eut lieu à Berlin entre le 30 décembre 1918 et le 1er janvier 1919. Les dirigeants du parti étaient les anciens dirigeants de la Ligue Spartakiste dont, à bien des égards, le Parti communiste était une continuation, bien qu'à la fin du mois de janvier 1919, les deux personnalités les plus importantes, Karl Liebknecht et Rosa Luxemburg aient été tués par des volontaires du corps franc. Bertha Thalheimer a pris la responsabilité de guider les activités des femmes au sein du parti,,
Bertha Thalheimer a épousé le mécanicien Karl Wilhelm Schöttle en 1920 : le mariage s'est terminé par un divorce en 1933. Alors que son frère, August, au début des années 1920, a pris une position de leader dans le parti et Bertha Thalheimer a été cofondatrice en 1925, de L'Union des femmes et des jeunes filles rouges. Cependant, au fil de la décennie, la direction du parti a été reprise par des staliniens extrémistes. La rivalité de plus en plus amère au sein du parti moscovite entre Staline et ceux, notamment Léon Trotsky, qui doutaient de la direction dans laquelle il emmenait l'Union soviétique, trouva de forts échos dans le parti allemand sous la direction d'Ernst Thälmann. August Thalheimer était de plus en plus critique et a passé une grande partie des années 1920 à rester à l'écart de Moscou. Cependant, il tomba malade et retourna en Allemagne à la fin de l'année 1927. En tant que représentant intellectuellement redoutable de l'aile droite anti-stalinienne du parti, la direction du parti se méfiait de lui et, au début de l'année 1929, August se fait expulser du parti communiste allemand. Bertha Thalheimer, qui partageait le rejet de son frère de la tête du parti depuis Moscou, a été expulsée peu de temps après,,.

### Parti communiste (opposition)
Un grand nombre de personnes ont été expulsées du Parti communiste en 1929 et beaucoup d'entre elles ont rejoint un parti communiste alternatif nouvellement formé connu sous le nom de Parti communiste d'Allemagne - opposition dont son frère avait été cofondateur,,. Bertha Thalheimer a travaillé pour le KPO en tant que conférencière et journaliste, écrivant des contributions pour le journal bimestriel du parti Arbeiterpolitik et pour le Arbeiter-Tribüne basé à Stuttgart.

### Années nazies
Le contexte politique changea, semble-t-il, définitivement en janvier 1933 lorsque le parti nazi de Adolf Hitler prit le pouvoir en Allemagne et ne tarda pas à mettre au pas le pays en une dictature à parti unique. Les nazis avaient construit leur base de soutien sur les piliers jumeaux populistes traditionnels de l'espoir et de la haine. Les principales cibles de leur haine étaient les communistes et les juifs. D'un point de vue nazi, Bertha Thalheimer était qualifiée à la fois de communiste et de juive. C'est dans ce contexte que Karl Wilhelm Schöttle, catégorisé comme aryen et Bertha Thalheimer ont divorcé, bien qu'elle continue à bénéficier du soutien matériel de son ex-mari.
Pendant ce temps, son frère a émigré, d'abord en France puis à Cuba.
Bertha est restée en Allemagne, constamment menacée de persécution mais néanmoins, elle est soutenue par des amis. À un moment, elle gagnait sa vie en vendant du café. En 1941, elle fut transférée de force dans une Maison des juifs (Judenhaus) à Stuttgart. En 1943, elle est déportée au camp de concentration de Theresienstadt d'où elle parvient à survivre.

### Après la guerre
Après avoir été libérée par l'armée rouge en mai 1945, Bertha Thalheimer retourna immédiatement à Stuttgart et rejoignit le Parti communiste qui n'était plus interdit. Ce qui restait de l'Allemagne était maintenant divisé en quatre zones d'occupation militaire. Stuttgart était administrée dans le cadre de la zone américaine. Bertha a essayé d'organiser un travail et un retour d'exil pour son frère. Malheureusement, les tensions de la Guerre froide augmentant rapidement à mesure que l'Union soviétique consolidait son emprise sur l'Europe centrale, les autorités militaires n'étaient pas disposées à importer un intellectuel communiste de haut niveau dans la zone d'occupation américaine de l'Allemagne et lorsque August Thalheimer mourut en septembre 1948, il était encore considéré comme un exilé allemand, toujours à Cuba. Sa veuve, la belle-sœur de Bertha, Cläre, quitta alors Cuba avec son fils : sa destination n'était cependant pas l'Allemagne, mais l'Australie, où elle s'installa à Wandiligong (en) et se forma une nouvelle vie d'enseignante.
Une série d'événements troublants dans la zone d'occupation soviétique entre 1945 et 1948 a fait naître des soupçons selon lesquels le Parti communiste allemand risquait de devenir un outil de la politique étrangère soviétique, et alors que les niveaux de soutien à son successeur dans la zone soviétique sont difficiles pour déterminer objectivement, dans les zones d'occupation américaine, britannique et française, la baisse des niveaux de soutien suggère un désenchantement généralisé à son égard. Déçue, Bertha Thalheimer quitte à nouveau le Parti communiste en 1948. Elle a rejoint la nouvelle organisation Gruppe Arbeiterpolitik qui était à bien des égards une version relancée par les membres restant de l'ancien KPO. Au sein du mouvement syndical des zones qui deviendront, après mai 1949, la République fédérale d'Allemagne (Allemagne de l'Ouest), le groupe promeut une version résolument antistalinienne du socialisme.
Cependant, la santé de Bertha Thalheimer avait été définitivement endommagée par le temps passé au sein du camp de concentration de Theresienstadt. Le 23 avril 1959, Bertha Schöttle-Thalheimer décède à Stuttgart. La rue Bertha-Thalheimer-Weg à Stuttgart porte son nom.